# Interatom
Die INTERATOM GmbH war ein Unternehmen des Kernreaktorbaus mit Sitz im heutigen TechnologiePark Bergisch Gladbach im Stadtteil Moitzfeld von Bergisch Gladbach.

## Geschichte
Die Interatom wurde 1957 durch die Demag AG und die North American Aviation/Atomics International Division mit Sitz in Duisburg als Interatom, Internationale Atomreaktorbau Gesellschaft mit beschränkter Haftung gegründet. Das Unternehmen zog 1958 um nach Bensberg in das Alte Schloss, das zu dieser Zeit noch nicht umgebaut war. Im Jahr 1960 bezog das Unternehmen ein eigenes Forschungszentrum im damals noch Bensberger Ortsteil Moitzfeld und wurde in INTERATOM GmbH umbenannt.
1969 erwarb Siemens eine Beteiligung an Interatom von 60 %, bei gleichzeitigem Ausscheiden von North American Aviation und Verminderung der Anteile der anderen Gesellschafter. Später zogen sich auch die restlichen Interatom-Gesellschafter Demag (1971) und Deutsche Babcock und Wilcox (1972) zurück, so dass Siemens alle Anteile von Interatom hielt. Diese wurden 1974 der Tochtergesellschaft Kraftwerk Union (KWU) übertragen, als die kerntechnischen Bereiche von Siemens und AEG einbezogen worden waren.
Nach dem Ausstieg aus der Kernenergie in Deutschland wurden die nuklearen Aktivitäten der französischen FRAMATOM übertragen – eines der letzten Projekte war der nicht in Betrieb genommene Schnelle Brüter – bis 1976 von Klaus Traube geleitet Kalkar-Projekt und der Hochtemperaturreaktor in Hamm. Danach wurde der Standort im Jahr 1994 aufgelöst und das Gelände an den TechnologiePark Bergisch Gladbach übergeben.
40 Jahre lang bearbeiteten – in der Spitze über 2000 – Kaufleute, Juristen, Wissenschaftler, Ingenieure, Techniker, und Handwerker energietechnische, vorzugsweise kerntechnische Projekte und führten Versuche an Großanlagen und in Laboren durch. Zu den wichtigsten Projekten zählten das Nuklearschiff Otto Hahn, die Kompakte Natriumgekühlte Kernreaktoranlage Karlsruhe, der schnelle Brüter in Kalkar und diverse solartechnische Anlagen wie z. B. das Solardorf Lykovrissi bei Athen.